# Chilluévar (kommun)
Chilluévar är en kommun i Spanien.   Den ligger i provinsen Provincia de Jaén och regionen Andalusien, i den södra delen av landet, 280 km söder om huvudstaden Madrid. Antalet invånare är 1 635. Arean är 37 kvadratkilometer. Chilluévar gränsar till Santo Tomé, La Iruela och Cazorla. 
Terrängen i Chilluévar är kuperad österut, men västerut är den platt.